# هيلين كيركباتريك
هيلين كيركباتريك (بالإنجليزية: Helen Kirkpatrick)‏ هي صحفية أمريكية، ولدت في 18 أكتوبر 1909 في روتشستر في الولايات المتحدة، وتوفيت في 29 ديسمبر 1997 في ويليامزبرغ في الولايات المتحدة.